# Batalha de Zaporíjia
Batalha de Zaporíjia é um conflito militar em andamento que começou no dia 27 de fevereiro de 2022 em decorrência da invasão da Ucrânia pela Rússia. Zaporíjia é a sexta maior cidade da Ucrânia e capital do oblast homônimo.

## Batalha
O 22º Corpo do Exército da Rússia havia atravessado o norte da Crimeia e, no dia 26 de fevereiro, estava se aproximando da Usina Nuclear de Zaporíjia e da cidade em está situada, Enerhodar, ficando assim a algumas dezenas de quilômetros de Zaporíjia. No dia seguinte, embates foram reportados em Vasylivka e Dniprorudne, duas cidades localizadas ao sul da capital do oblast. À noite, forças de invasão começaram a bombardear Zaporíjia.
Em 28 de fevereiro, o Ministério da Defesa da Rússia anunciou a captura de Enerhodar, mas o prefeito da cidade alegou que isso se tratava de uma notícia falsa. Naquele dia, batalhas prosseguiram na cidade em que se localiza a usina nuclear e no restante da vizinhança de Zaporíjia.
Em 4 de março, Dmytro Orlov, prefeito da cidade vizinha de Enerhodar, postou no Facebook afirmando que a Usina Nuclear de Zaporíjia está pegando fogo e exigindo que os russos parem de bombardear a usina. O Sr. Orlov anunciou que a usina nuclear estava pegando fogo "como resultado do contínuo bombardeio inimigo" em meio a intensos combates. Imediatamente após o relatório inicial de que a usina estava pegando fogo, o ministro das Relações Exteriores da Ucrânia, Dmytro Kuleba, twittou que o exército russo está "disparando de todos os lados" na usina nuclear de Zaporizhzhia. O ministro das Relações Exteriores da Ucrânia, Dmytro Kuleba, alertou que isso poderia levar a um colapso nuclear dez vezes maior do que o desastre de Chernobil.
A administração militar ucraniana para o sudeste confirmou em 7 de março que Enerhodar estava sob controle das forças russas.